# Nuoto ai Giochi della XIX Olimpiade - Staffetta 4x100 metri stile libero maschile
La competizione della staffetta 4x100 metri stile libero maschili di nuoto ai Giochi della XIX Olimpiade si è svolta il 17 ottobre 1968 alla Piscina Olímpica Francisco Márquez di Città del Messico.

## Programma
| Data            | Round      | Note                           |
| --------------- | ---------- | ------------------------------ |
| 17 ottobre 1968 | 2 Batterie | I migliori 8 tempi alla finale |
| 17 ottobre      | Finale     |                                |

## Risultati

### Batterie
| Pos. | Nazione          | Atleti                                                        | Totale | Pos F |
| ---- | ---------------- | ------------------------------------------------------------- | ------ | ----- |
| 1    | Unione Sovietica | Semën Belic-Gejman Viktor Mazanov Leonid Il'ičëv Sergey Gusev | 3'37"8 | 2 Q   |
| 2    | Canada           | Glen Finch George Smith Ralph Hutton Sandy Gilchrist          | 3'40"3 | 5 Q   |
| 3    | Gran Bretagna    | Mike Turner Robert McGregor David Hembrow Tony Jarvis         | 3'40"4 | 6 Q   |
| 4    | Giappone         | Kunihiro Iwasaki Masayuki Osawa Satoru Nakano Teruhiko Kitani | 3'41"8 | 8 Q   |
| 5    | Spagna           | José Antonio Chicoy Juan Fortuny Juan Martínez Diego Martel   | 3'42"7 | 10    |
| 6    | Svezia           | Lester Eriksson Ingvar Eriksson Bo Westergren Gunnar Larsson  | 3'43"9 | 11    |
| 7    | Colombia         | Julio Arango Tomas Becerra Federico Sicard Ricardo González   | 3'51"5 | 15    |
| 8    | El Salvador      | Salvador Vilanova Rubén Guerrero José Alvarado Ernesto Durón  | 4'08"3 | 16    |

| Pos. | Nazione        | Atleti                                                           | Totale | Pos F |
| ---- | -------------- | ---------------------------------------------------------------- | ------ | ----- |
| 1    | Stati Uniti    | William Johnson David Johnson Mike Wall Don Schollander          | 3'35"4 | 1 Q   |
| 2    | Australia      | Greg Rogers Robert Cusack Bob Windle Michael Wenden              | 3'38"0 | 3 Q   |
| 3    | Germania Ovest | Peter Schorning Wolfgang Kremer Olaf von Schilling Hans Faßnacht | 3'40"2 | 4 Q   |
| 4    | Germania Est   | Frank Wiegand Horst-Günter Gregor Udo Poser Lothar Gericke       | 3'40"5 | 7 Q   |
| 5    | Ungheria       | Péter Lázár István Szentirmay Csaba Csatlós Gábor Kucsera        | 3'42"4 | 9     |
| 6    | Messico        | Salvador Ruíz Mario Santibáñez Eduardo Alanís Rafaél Cal         | 3'46"1 | 12    |
| 7    | Porto Rico     | Jorge González Michael Goodner Gary Goodner José Ferraioli       | 3'47"0 | 13    |
| 8    | Filippine      | Roosevelt Abdulgafur Amman Jalmaani Tony Asamali Luis Ayesa      | 3'47"8 | 14    |

### Finale
| Pos.    | Nazione          | Atleti                                                           | Totale | Pos F           |
| ------- | ---------------- | ---------------------------------------------------------------- | ------ | --------------- |
| Oro     | Stati Uniti      | Zachary Zorn Stephen Rerych Mark Spitz Kenneth Walsh             | 3'31"7 | Record mondiale |
| Argento | Unione Sovietica | Semën Belic-Gejman Viktor Mazanov Georgij Kulikov Leonid Il'ičëv | 3'34"2 |                 |
| Bronzo  | Australia        | Greg Rogers Robert Cusack Bob Windle Michael Wenden              | 3'34"7 |                 |
| 4       | Gran Bretagna    | Mike Turner Robert McGregor David Hembrow Tony Jarvis            | 3'38"4 |                 |
| 5       | Germania Est     | Frank Wiegand Horst-Günter Gregor Udo Poser Lothar Gericke       | 3'38"8 |                 |
| 6       | Germania Ovest   | Peter Schorning Wolfgang Kremer Olaf von Schilling Hans Faßnacht | 3'39"0 |                 |
| 7       | Canada           | Glen Finch George Smith Ralph Hutton Sandy Gilchrist             | 3'39"2 |                 |
| 8       | Giappone         | Kunihiro Iwasaki Masayuki Osawa Satoru Nakano Teruhiko Kitani    | 3'41"5 |                 |